# Zoothera heinei
Zoothera heinei là một loài chim trong họ Turdidae.